# Système à deux paliers
Un système à deux paliers (ou tiering en anglais) est, en économie monétaire, un système par lequel une banque centrale permet aux banques commerciales de ne pas payer le taux d'intérêt qui devrait normalement s'appliquer sur leurs excédents au taux de réserves obligatoires.

## Concept

### Contexte
Dans la majorité des systèmes bancaires, les banques commerciales disposent d'un compte bancaire auprès de la banque centrale. Cette dernière exige des banques commerciales de respecter un taux de réserve obligatoire, c'est-à-dire que les banques commerciales doivent déposer l'équivalent d'un certain pourcentage de leurs dépôts à la banque centrale. Ces comptes servent de filet de sécurité dans le cas où la banque commerciale s'approche de la faillite, car elle peut alors y piocher des ressources.
Les dépôts sont rémunérés en fonction d'un taux d'intérêt spécifique, qui est appelé taux de facilité de dépôt ou taux de rémunération de dépôt. Lorsque la banque centrale veut que les banques commerciales prêtent plus, elle réduit le taux d'intérêt : les banques commerciales, moins contraintes par la banque centrale, peuvent ainsi octroyer plus de crédits. Si, au contraire, l'économie connaît un épisode d'inflation, alors la banque centrale augmente le taux de rémunération des dépôts : il devient plus attractif pour les banques commerciales de déposer leurs ressources sur leur compte central que de prêter à des particuliers. Le robinet du crédit se resserre, la monnaie en circulation stagne ou chute, et donc l'inflation baisse.
Le système à deux paliers est utilisé dans une situation où le taux d'intérêt devient négatif. Avec un taux d'intérêt de -1 %, un dépôt de 100 € sur le compte de la banque centrale génère une perte de 1 €. Perdre de l'argent sur ses réserves incite certes les banques à ne pas accumuler des réserves excédentaires et donc à prêter, mais dans une situation de crise économique, les banques commerciales sont fragilisées. Il est, dans ce cas, particulièrement inopportun que les réserves des banques soient réduites. La banque centrale peut alors mettre en place un système à deux paliers.

### Mécanisme
Le système à deux paliers permet à la banque centrale de bloquer à 0 % la rémunération des dépôts au-delà d'un certain seuil, afin de ne pas réduire la profitabilité des banques. Par exemple, si une banque dispose de liquidités supérieures à trois fois le montant des réserves obligatoires, la banque centrale peut décider de rémunérer à 0 % l'intégralité des réserves au-delà du palier de trois fois le montant de réserves obligatoires.
Ce système permet une meilleure transmission de la politique monétaire. En effet, les banques n'étant pas pénalisées par l'accumulation d'excédents au-delà d'un certain seuil, elles ne perdent rien à placer de leurs fonds sur le compte de la banque centrale lorsque l'économie est frappée par des secousses. Elles savent que, dès lors que leurs réserves sont au-delà du seuil, elles ne seront pas rémunérées négativement.

### Enjeu
Le système à deux paliers fonde sa légitimité sur des études académiques qui montrent que lorsque les dépôts sont soumis à un taux d'intérêt négatifs par la banque centrale, la profitabilité des banques se réduit et ces dernières octroient moins de crédit. Il s'agit donc d'un effet pervers des taux d'intérêt négatifs. Lawrence Summers démontre dans une étude de janvier 2019 qu'en Suède, les banques commerciales ont augmenté leurs taux d'intérêt sur les prêts aux ménages et aux entreprises afin de compenser la perte de rentabilité due au passage en zone négative du taux de la banque centrale. Or, les taux d'intérêt positifs réduisent l'investissement et la dépense, ce qui est l'effet contraire de celui souhaité par la banque centrale.
En créant un système à deux paliers, où l'un des deux comptes des banques commerciales est rémunéré à 0% quand l'autre est dans le négatif, les banques commerciales n'essuient pas de perte autre que celle due au différentiel avec le taux d'inflation.

## Histoire
Le Japon, qui expérimente le plus tôt les taux d'intérêt négatifs, est un des pionniers du tiering.
Les années 2010 voient la multiplication de l'implémentation de systèmes à deux paliers en Europe. Alors que le coût annualisé du taux de dépôt négatif pour les banques était de moins de 2 milliards en 2015, le montant augmente en 2016 jusqu'à atteindre 7 milliards mi-2017 et se stabiliser jusqu'à 2019. Avec un excédent de liquidité de 1 900 milliards d'euros en 2019, le coût des taux négatifs est alors de 7,5 milliards d'euros, soit 2,5 % du revenu des banques après impôt. La crise économique liée à la pandémie de Covid-19 entraîne une nouvelle baisse des taux d'intérêt, et le coût pour les banques dépasse les 8,5 milliards d'euros début 2020. 
Un système à deux paliers est mis en place par la Banque centrale européenne mi-septembre 2019. Les excédents de liquidité qui sont supérieurs à 6 fois le taux de réserves obligatoires ne sont plus rémunérés au taux de facilité de dépôt (qui était alors négatif), mais à un autre taux d'intérêt souverainement décidé par la BCE.

## Débats

### Critiques positives
Dans une étude de février 2020, le département des études économiques et sectorielles de la Société générale montre que le système à deux paliers, sans être une panacée, a permis de préserver la transmission de la politique monétaire. Cela est dû au fait que les banques commerciales ont collectivement bénéficie d'une réduction de leur ponction équivalente à 2 milliards d'euros, soit 800 milliards excédentaires exonérés.

### Critiques négatives
L'étude de la Société générale soulève une possible faille du système à deux paliers. Il est possible que, lorsque les obligations souveraines (les titres de dette publique) atteignent un taux d'intérêt négatif, les banques commerciales cherchent à les vendre afin d'obtenir de la monnaie à placer auprès de la banque centrale. En effet, dans une telle situation, le taux d'intérêt du deuxième palier (0 %) serait moins punitif que le taux d'intérêt négatif sur le titre de dette publique. Un tel phénomène n'est toutefois par observé en 2020.
Le système à deux paliers favorise les banques qui disposent des plus grands excédents, c'est-à-dire, en Europe, de l'Allemagne, de la France et des Pays-Bas. L'Italie et le Portugal, par exemple, n'ont pas de banque disposant de liquidités suffisantes pour atteindre le deuxième palier, soit six fois le montant des réserves obligatoires, en 2019.
Dans une note de 2021, le Conseil d'analyse économique soutient que le tiering est le symptôme d'une situation macroéconomique fortement dégradé et des limites de l'action d'une banque centrale.